# Tremulicerus distinguendus
Tremulicerus distinguendus är en insektsart som först beskrevs av Carl Ludwig Kirschbaum 1868.  Tremulicerus distinguendus ingår i släktet Tremulicerus, och familjen dvärgstritar. Arten är reproducerande i Sverige.